# رابطة عموم ألمانيا
رابطة عموم ألمانيا (بالألمانية: Alldeutscher Verband)‏ كانت منظمة قومية ألمانية تأسست رسميًا في عام 1891، أي بعد عام من توقيع معاهدة زنجبار. 
كرست في المقام الأول للمسألة الألمانية في ذلك الوقت، عقدت مواقف على الإمبريالية الألمانية، ومعاداة السامية، والمسألة البولندية، ودعم الأقليات الألمانية في البلدان الأخرى.  كان الغرض من الرابطة هو رعاية وحماية روح الجنسية الألمانية كقوة موحدة. بحلول عام 1922، نمت الرابطة إلى أكثر من 40،000 عضو. احتلت برلين المقعد المركزي لرابطة، بما في ذلك رئيسها ومديرها التنفيذي، والذي تم تعيينه بحد أقصى 300 مقعد. حدث تجمعات كاملة من الرابطة في مؤتمر عموم ألمانيا. على الرغم من صغرها من الناحية العددية، فقد تمتعت بتأثير غير متناسب على الدولة الألمانية من خلال اتصالاتها بالطبقة الوسطى والمؤسسة السياسية ووسائل الإعلام، فضلاً عن الروابط مع الرابطة الزراعية القوية البالغ عددها 300000. 

## التاريخ

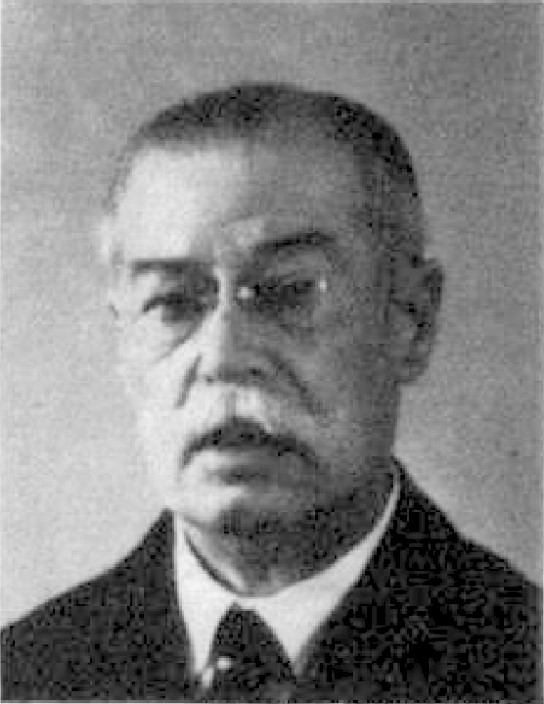
هاينريش كلاس، رئيس الرابطة من 1908 إلى 1939

تم إنشاء المنظمة في عام 1891 استجابةً لمعاهدة هيليجولاند-زنجبار. كان إرنست هاس أول رئيس لها، وخلفه هاينريش كلاس في عام 1908. أدت المخالفات المالية إلى استقالة الفئة في عام 1917 وخلفه الأدميرال ماكس فون جرايبو المتقاعد.  وكان الصناعي اميل Kirdorf أيضا عضو مؤسس.